# Helgo Zettervall

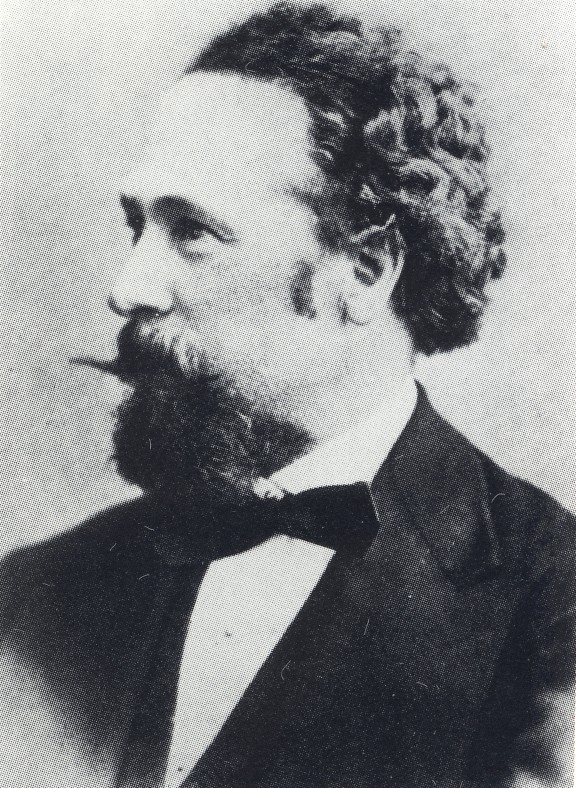
Helgo Zetterwall um 1880

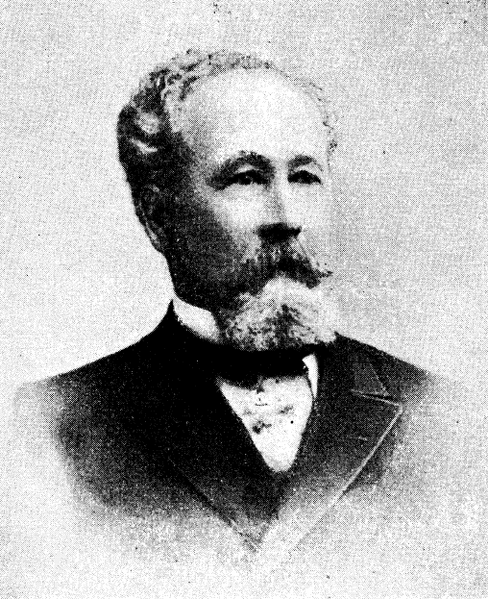
Helgo Zettervall 1901

Helgo Nikolaus Zettervall (* 21. November 1831 in Lidköping; † 17. März 1907 in Stockholm) war ein schwedischer Architekt.

## Leben
Nach Studien an der Kunstakademie in Stockholm bei Fredrik Wilhelm Scholander 1853 bis 1860 wurde er 1860 Domarchitekt in Lund. 20 Jahre lang leitete er die Renovierung und den Umbau des Domes zu Lund. Der damals aufsehenerregende, historistische Umbau führte zu weiteren großen Aufträgen, wie zum Beispiel die Renovierungen bzw. Umbauten der Dome zu Linköping (1877 bis 1886), Skara (1886 bis 1894) und Uppsala (1885 bis 1893) sowie des Schlosses Kalmar (1886 bis 1890). Doch entwarf Zettervall auch eigene Gebäude, wie etwa die Chirurgische Klinik (Gamla kirurgen), das Universitätsgebäude und die Allerheiligenkirche in Lund sowie das Gymnasium Norra Latin in Stockholm. 1868 nahm Zettervall an dem im Vorjahr ausgeschriebenen Wettbewerb für den Dombau in Berlin teil. Sein Entwurf blieb unausgeführt.
1871 wurde Zettervall Mitglied der Kungliga Konsthögskolan Stockholm, an der anschließend zwischen 1881 und 1882 lehrte. Von 1882 bis 1897 war er Direktor der Behörde für öffentliche Bauten (Överintendentsämbetet).
Zettervall wurde 1884 Mitglied der Königlich Schwedischen Gelehrsamkeits-, Geschichts- und Antiquitätenakademie sowie 1897 der Königlich Schwedischen Akademie der Wissenschaften.

## Werke (Auswahl)
- Dom zu Lund (Renovierung)
- Dom zu Linköping (Renovierung)
- Dom zu Skara (Renovierung)
- Dom zu Uppsala (Renovierung)
- Schloss Kalmar (Renovierung)
- Schloss Dagsnäs (Umbau)
- Allhelgonakyrkan in Lund
- Norra Latin, Stockholm
- Bolinderska palatset, Stockholm
- St. Nicolai, Trelleborg